# Ruta chalepensis
La ruta d'Aleppo (Ruta chalepensis L., 1767) è una pianta della famiglia delle Rutaceae.

## Descrizione

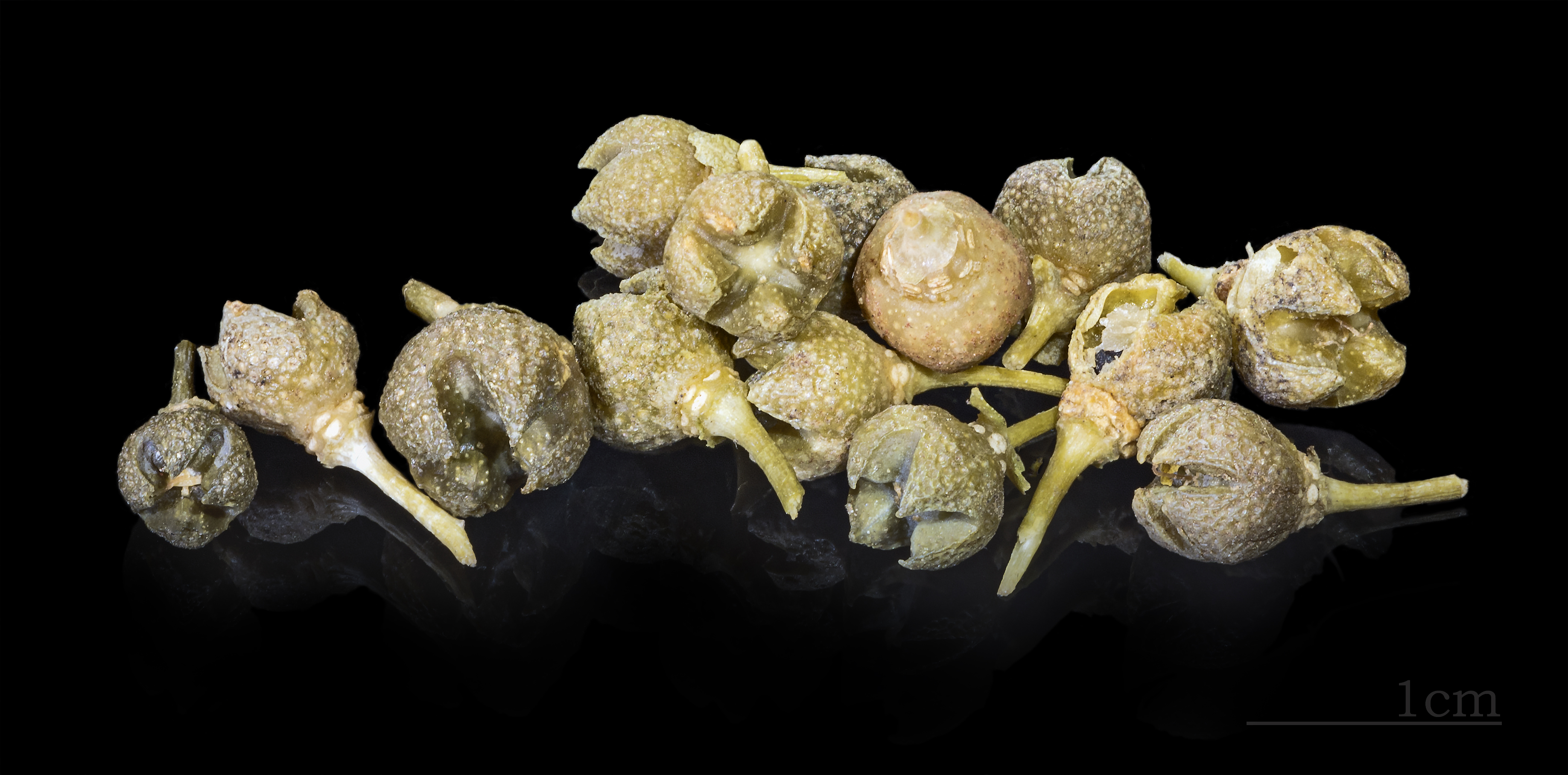
Frutti secchi

È un suffrutice sempreverde dal forte odore aromatico sgradevole, con fusti fino a 70 cm, legnosi e ramosi sin dalla base, ascendenti che si espandono con le ramificazioni erbacee dell'anno.
I frutti sono coccari, ovvero frutti multipli formati da 4 o 5 carpelli che a maturità si separano e si aprono per lasciare uscire i semi brunastri e grossolanamente verrucosi.

## Distribuzione e habitat
La specie è diffusa nel bacino del Mediterraneo e in Macaronesia.